# Acragas trimaculatus
Acragas trimaculatus är en spindelart som beskrevs av Cândido Firmino de Mello-Leitão 1917. 
Acragas trimaculatus ingår i släktet Acragas och familjen hoppspindlar. Inga underarter finns listade i Catalogue of Life.